# Chrysops bifurcatus
Chrysops bifurcatus är en tvåvingeart som beskrevs av Philip 1979. Chrysops bifurcatus ingår i släktet Chrysops och familjen bromsar.
Artens utbredningsområde är Kambodja. Inga underarter finns listade i Catalogue of Life.